# Кастрокаро-Терме-э-Терра-дель-Соле
Кастрокаро-Терме-э-Терра-дель-Соле (итал. Castrocaro Terme e Terra del Sole) —  коммуна в Италии, располагается в области Эмилия-Романья, в провинции Форли-Чезена.
Население составляет 6504 человека (2008 г.), плотность населения — 167 чел./км². Занимает площадь 39 км². Почтовый индекс — 47011. Телефонный код — 0543.
Покровителями коммуны почитаются святитель Николай Мирликийский, день памяти которого отмечается 6 декабря (Castrocaro Terme), и святая Репарата из Кесарии Палестинской (Terra del Sole).
С 1957 года здесь ежегодно 6 декабря проводится музыкальный фестиваль — конкурс молодых талантов страны. Особой популярностью в Италии Фестиваль Кастрокаро пользовался в период с 1962 года до начала 80-х.

## Демография
Динамика населения:

## Известные уроженцы
- Чиконьини, Якопо (1577—1633) — итальянский поэт, писатель и драматург.

## Администрация коммуны
- Официальный сайт: http://www.comune.castrocarotermeeterradelsole.fc.it/ Архивная копия от 28 августа 2006 на Wayback Machine